# Večernji list
«Večernji list» («Вечерняя газета») — хорватская ежедневная вечерняя газета, выходит в столице страны — Загребе, одно из самых популярных печатных СМИ Хорватии.

## Общие данные
«Večernji list» издает загребская компания «Večernji list dd». Газету основали в 1959 году в Загребе. Её предшественником был «Вечерний вестник», который впервые вышел на 24 страницах 2 июня 1957 года. Впоследствии его переименовали в «Narodni list», а затем дали нынешнее название.
«Večernji list» поддержал свою репутацию правоцентристского консервативного издания после выборов 1990 года в Хорватии. Франьо Туджман и ХДС проявили заинтересованность в том, чтобы непосредственно иметь контроль над газетой путём приватизации. Ивич Пашалич (Ivić Pašalić), один из ближайших соратников Туджмана, принял участие в этом процессе. Впоследствии по требованию общественности была проведена проверка, которая имела целью выяснить законность этой приватизации, но не было найдено никаких нарушений закона. Большой удар этой газете был нанесен в апреле 1998 года, когда начал выходить «Jutarnji list». С тех пор «Večernji list» потерял лидерство среди СМИ Хорватии. С 2000 года он перешел в собственность австрийской компании «Styria Medien AG» и стал снова лидировать в рейтингах. По данным опроса, выполненного агентством «GfK Centar za istraživanje tržišta» в 2001 году, газета, имея многочисленные региональные выпуски, занимает ведущее место среди масс-медиа страны.
Со своим проектом «Футбол сердца» 2006 года журнал стал третьим на конкурсе «Ifra Cross Media Awards 2006» за мониторинг чемпионата мира по футболу.

## Выпуски
«Večernji list» имеет 10 выпусков в Хорватии, один для Боснии и Герцеговины и один международный:
- Далмация
- Истрия — Приморье — Лика
- Славония и Баранья
- Славония
- Подравина и Билогора
- Вараждин и Меджимурье
- Загорье
- Сисак
- Карловац
- Загреб
- Босния и Герцеговина
- международное издание

## Главные редакторы
- Томислав Голубович (Tomislav Golubović), с 1959 по 1961
- Мирко Билич (Mirko Bilić), с 1961 по 1963
- Вера Врцич (Vera Vrcić), с 1963 по 1968
- Давор Шошич (Davor Šošić), с 1968 по 1972
- Милан Бекич (Milan Bekić), с 1972 по 1975
- Драго Шубич (Drago Šubić), с 1975 по 1983
- Степан Андрашич (Stjepan Andrašić), с 1983 по 1990
- Иво Лайтман (Ivo Lajtman), с 1990 do 1992, a после того, как он умер, короткое время заместителем был Винко Чеси (Vinko Česi)
- Бранко Туджен (Branko Tuđen), с 1992 по 2001
- Ружица Циглер (Ružica Cigler), с 2001 по 2005
- Миленко Манькас (Miljenko Manjkas), с 2005 по 2006
- Горан Огурлич (Goran Ogurlić), с 2006